# AGV (виробник мотошоломів)
AGV SpA. — італійська компанія, відомий виробник мотоциклетних шоломів. Заснована у 1946 році Джино Амізано (1920—2009). Першою продукцією AGV стали шкіряні стільці та сидіння для мотоциклів. У 1947 році, компанія випустила свій перший мотоциклетний шолом. У 2007 році AGV була придбана Dainese (виробник засобів захисту для мотоспорту).

## Назва та логотип
Назва компанії є акронімом від імені її засновника Джино Амізано (Amisano Gino) та муніципалітету Валенца (Valenza), де вона була заснована. Логотип бренду є нічим іншим, як вигляд ззаду мотошолому легендарного мотогонщика Джакомо «Аго» Агостіні, який протягом усієї кар'єри виступав виключно у шоломах AGV.

## Історія

### Заснування AGV
Джино Амізано, молодий бухгалтер, у 1945 році, після закінчення Другої світової війни, вирішив стати бізнесменом. Територія навколо Валенци в провінції Алессандрія був насичена взуттєвими фабриками та шкірообробними підприємствами, тоді як місцеві мешканці захоплювались велосипедами. Тому Амізано та два його партнери у вересні розпочали випуск двох видів продукції: шкіряних сідел під назвою FAB та легких шоломів для велосипедних перегонів під брендом Robic.
У наступному році з'явився безпосередньо бренд AGV, який утворився з ініціалів Амізано Джино та Валенца. У 1946 році нова компанія змістила свій цільовий ринок з велосипедів до мотоциклів та скутерів, виготовляючи сідла і спинки для Vespa та Lambretta. Джино пішов своїм власним шляхом, залишивши своїх партнерів та виконуючи роботу за трьох. Він збільшив виробництво сідел з 20 на тиждень (за допомогою лише одного працівника) до 700. У цей час він зустрів Луціану Морандо (італ. Luciana Morando), з якою одружився в 1947 році. Луціана стала рушійною силою AGV.

### Перший шолом: шкіра та дерево
Тоді ж, у 1947 році, вперше вийшов у світ мотошолом під брендом AGV. Він був виготовлений із сирої шкіри, надітої на дерев'яний каркас. Ця заготівка висушувалась у печі при температурі у 50°С протягом однієї години. Після затвердіння, шолом розфарбовувався. Ці шоломи виготовлялися повністю за допомогою ручної роботи, за тиждень випускалося лише 5 одиниць.
На щастя, виробництво і продаж сідел тривали до шістдесятих років, що приносило компанії стабільний дохід. Будучи справжнім першопрохідцем в області виробництва шоломів, Амізано експериментував з різними матеріалами. Як «шкарлупу» він спочатку пробував накрохмалену шкіру, перейшовши згодом до застосування пресованого картону, відомого під назвою «papengus», який був спеціально виготовлений для нього на паперовій фабриці в районі Валсесія. Цей матеріал мав недоліки: набрякав під час дощу, твердів на сонці та розбивався від несильних ударів. Проте, він дійсно мав деякі амортизуючі якості.

### Вулканізоване волокно
Наступним кроком в еволюції продукції AGV стало застосування у виробництві шоломів вулканізованого волокна, яке відбулось у п'ятдесяті роки. Спочатку з відповідного матеріалу типу «resinimpregnated» (просочений смолою ізоляційний папір) виготовлялась заготовка майбутнього шолома, яка у відповідному каталізаторі затвердівала, після чого формувався шолом за допомогою алюмінієвих прес-форм. Це також був повністю ручний процес, який також використовувався в яхтингу в той час.
З часом конкуренти все частіше почали використовувати технології Амізано, тому Джіно вирішив перейти до застосування у своєму виробництві волокна, відомого під назвою «kerizzata». У світ вийшла лінійка шоломів під назвою «Kappa». Поява нової моделі була супроводжена слоганом: «Шолом AGV Kappa поб'є їх усіх» (англ. the AGV Kappa helmet beats them all).

### Скловолокно: поява сучасного шолому
У післявоєнні роки вся Італія завзято працювала над відновленням розбитої війною економіки, так і Джино разом з дружиною практично жили на заводі, починаючи роботу о сьомій ранку, часто залишаючись там до півночі. В основному вони були сконцентровані на виробництві сідел, оскільки їх постачання для Vespa залишалось основним бізнесом компанії.
У 1954 році в Італії був вперше випущений мотошолом, виконаний з скловолокна. Він був зроблений на заводі у Грульяско, де також випускались фібергласові передні панелі для Piaggio Ape.
Амізано підхопив цю ідею, що втілилось у створення моделі, відомої під назвою «160», яка, як і попередні, прийняла класичну форму півкруглої чаші з хрестоподібним внутрішнім джгутом, який тримав шолом на голові мотоцикліста. Серія мала великий успіх.
Першим гонщиком, який використовував «160» під час гонок, був Карло Бандірола, який їздив на MV Agusta. Він робив це безкоштовно. Луціана Амізано керувала розвитком AGV, Джино займався маркетингом бренду, за виробництво вони відповідали разом.
У цей період AGV почав представляти свою продукцію на виставках, спочатку на мотосалоні у Мілані, потім в мотоциклетному шоу. Прагнучи досягти популярності компанії як преміум-виробника, Луціана запустила невелику серію шоломів для верхової їзди та поло. Виготовлені зі скловолокна, вони отримали елегантний дизайн з оксамитовим оздобленням у стилі Принца Уельського. Всього було випущено лише кілька сотень, майже всі були експортовані до Великої Британії.

### Перший шолом «три чверті»
У 1956 році побачив світ перший шолом AGV, випущений у стилі «три чверті». До цього він був продемонстрований на лондонському міжнародному автосалоні взимку 1955-го. Це викликало ажіотаж у покупців, адже новий дизайн базувався на технологіях, використовуваних льотчиками винищувачів, пропонуючи більший захист і привабливі сучасні лінії.
Карло Бандірола з MV Agusta, а також гонщики Джузеппе Колнаго та Умберто Мазетті з Gilera, виступали виключно у шоломах AGV. У ті часи вони робили це безкоштовно. В п'ятдесятих роках про рекламу на шоломах ще нічого не знали, лише зрідка фарбуючи їх у кольори гонщиків. Молодий Джино був комунікабельною людиною, який міг розмовляти будь з ким на будь-яку тему. Колеги його ласкаво називали Джинетто (англ. Ginetto).
В 1958 році AGV стала першою компанією, яка використала мотогонки для власної реклами. Амізано вивішував рекламні банери навколо найбільш фотографованих поворотів.

### Здобуття світової популярності
Великий Джакомо Агостіні вперше одягнув шолом AGV на гонці в Алессандрії, згодом повторивши це в Імолі під час «Shell Gold Cup», а потім все частіше протягом шістдесятих. Перший контракт з Аго був підписаний у 1967 році і коштував компанії 3 млн лір. Суперзірка з Бергамо, став першим гонщиком з цілої когорти великих гонщиків, що виступали у шоломах AGV.
Агостіні виступав у класичному шоломі-касці, пофарбованому у кольори італійського прапора: зелений, білий та червоний; з картатою смугою вздовж нижнього краю та логотипом MV попереду. Його численні перемоги у гонках зробили бренд AGV популярним у всьому світі.
Також Амізано розумів важливість демонстрації своїх продуктів в руках високопоставлених осіб та знаменитостей: у акторів, співаків та ведучих у нових телевізорах, що проклало би їй шлях до будинків кожного. Для цього він публікував фотографії в ілюстрованих журналах, які були дуже популярними у той час.

### AGV: перший у безпеці
Коли Джино Амізано вперше побачив шолом типу «інтеграл» в США, він спробував адаптувати його у Італії, обравши для цього мотогонки. Але реакція суспільства виявилась неочікуваною. Хоча 1960-ті роки були періодом бурхливого технічного прогресу, автомотоспорт залишався традиційним та неготовим до змін. Наприклад, у ті часи точилась гостра дискусія про місце розташування важіль перемикання передач в автомобілі: частина виступала за центральну тунель, тоді як інша частина, консервативна, воліли бачити важіль на рульовій колонці, як у моделях Lancia. Так і з мотошоломами: старші гонщики виступали за класичний шолом-половинку, стверджуючи у інтерв'ю що використання «інтегралів» може бути небезпечним, оскільки перешкоджає повній видимості та слуху, а при аварії може завдати травм обличчю.
Першим гонщиком, що використав шолом типу «інтеграл» — звичайно ж, бренду AGV — був Альберто Пагані на гонці в Імолі на Гран-Прі Націй у вересні 1969-го. Агостіні та MV Agusta, достроково вигравши чемпіонат, участі у цій гонці не брали, натомість Пагані здобув тут перемогу, виступаючи на мотоциклі Linto, оснащеним двигуном Aermacchi. Дебютна гонка «інтегрального» шолому виявилась вдалою, що спонукало Аго до початку використання таких шоломів, внісши відповідні зміни у графіку.
У 1971 році шоломи типу «інтеграл» пішли у масове виробництво. Першою моделлю стала «X-80», наступною — «X-3000», яка, після консультацій з Агостіні, отримала деякі конструктивні зміни, що дозволяло гонщику опускати голову вниз при розгоні на прямих ділянках, а також відхиляти голову назад при маневруванні в поворотах. Також AGV став першим виробником, який випустив «інтегральний» шолом зі скловолокна у двокольоровому виконанні.

### 1970-ті роки
«Інтегральні» шоломи AGV стали справжньою технічною сенсацією. В рекламних цілях була виготовлена спеціальна серія шоломів для легендарних змагань з гірськолижного спорту на швидкість спуску Kilometro Lanciato (італ. Летючий кілометр). Змагання на крутих схилах Червінії, що відбувались з кінця дев'ятнадцятого століття, були дуже популярними, особливо завдяки перемогам італійця Алессандро Кассе (італ. Alessandro Casse), який домінував у них в період між 1971 і 1973 роками та досягав швидкості понад 114 миль на годину.
AGV розробила спеціальний аеродинамічний шолом для спортсменів, які брали участь у Kilometro Lanciato. Наступником Кассе став американець Стів МакКінні, який став першою людиною, яка під час спуску на лижах подолала позначку у 200 км/год.

### 1980-ті роки
У 1988 році AGV придбала «MDS», компанію, що виробляла шоломи для мотокросу.
У 1996 році компанія започаткувала спонсорство Валентіно Россі та Марко Сімончеллі.
30 липня 2007 року AGV була придбана компанією «Dainese» — іншим відомим італійським брендом, який займається виробництвом комбінезонів та іншого екіпірування для мотоспорту.

## Підтримка спорту

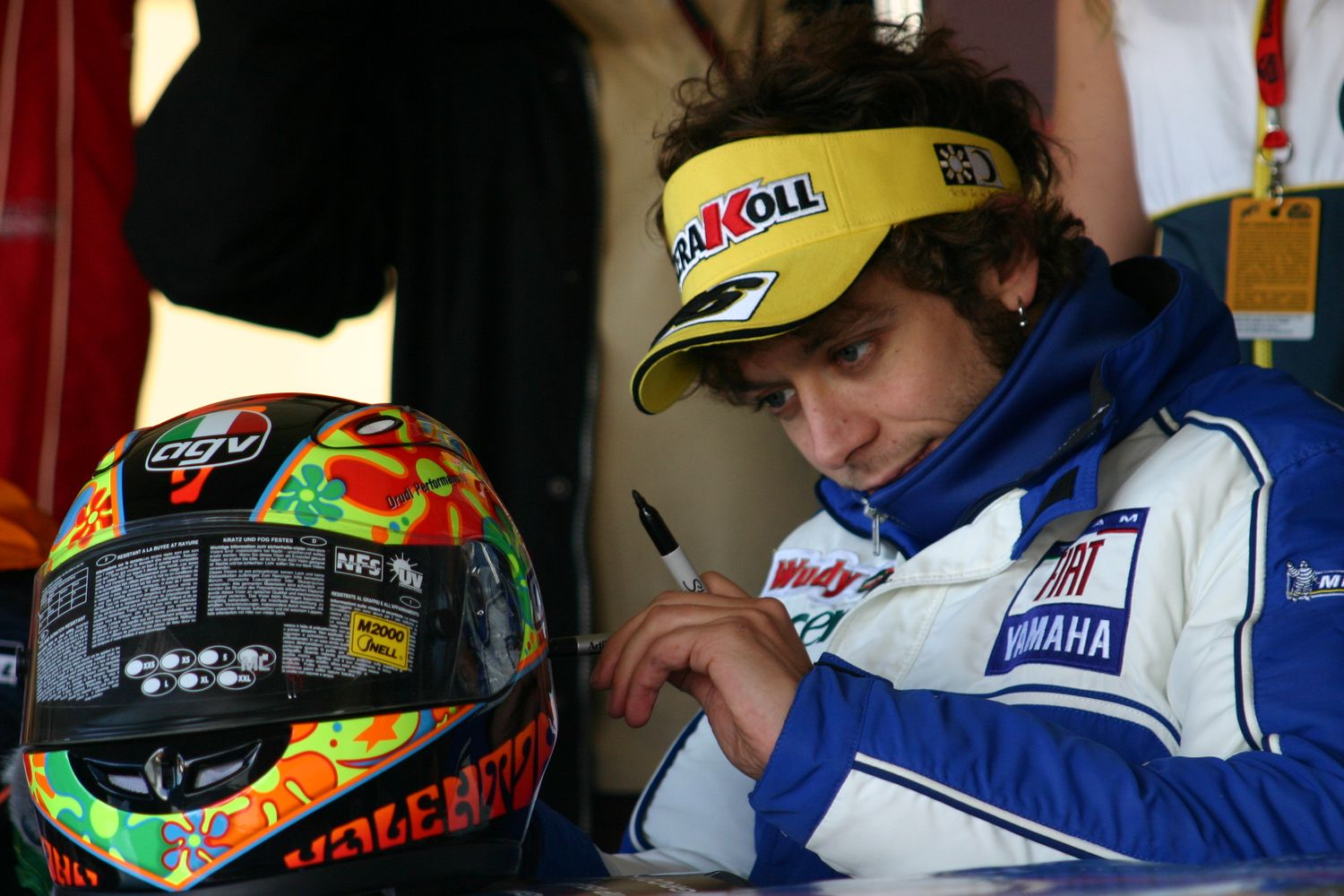
Валентіно Россі з шоломом AGV, 2007 рік

Бренд особливо пов'язаний з легендарними італійськими гонщиками-чемпіонами світу Валентіно Россі та Джакомо Агостіні, обидва з яких використовували виключно шоломи AGV протягом всієї кар'єри. У 2008 році Россі став почесним президентом компанії. Окрім того, шоломи AGV в свій час носили гонщики Формули-1 Нікі Лауда, Емерсон Фіттіпальді та Нельсон Піке.
Серед інших носіїв шоломів AGV вирізняються: Баррі Шин, Кенні Робертс, Анхель Ньєто, Марко Лючинеллі, Франко Унчіні, Фаусто Грезіні, Ренді Мамола, Лука Кадалора, Трой Корсер, Макс Бьяджі, Гай Мартін, Мануель Поджиалі та багато інших.
Станом на осінь 2014 року AGV підтримує:
- MotoGP: Валентіно Россі, Штефан Брадль, Пол Еспаргаро (клас MotoGP), Луї Салом, Франко Морбіделлі (Moto2), Нікколо Антонеллі, Романо Фенаті, Франческо Багная, Хафік Азмі (Moto3);
- MX1 GP: Гатьє Паулін;
- Ендуро: Давіде Сорека, Алексі Юкола, Дені Філіппаертс, Данні МакКейні.